# پناهگاه صخره‌ای آوتاف ۵
پناهگاه صخره‌ای آوتاف ۵ مربوط به دوران پارینه‌سنگی جدید است و در ۲ کیلومتری شمال پلدختر واقع شده و این اثر در تاریخ ۱۵ دی ۱۳۸۷ با شمارهٔ ثبت ۲۴۲۸۲ به‌عنوان یکی از آثار ملی ایران به ثبت رسیده است.